# Venom (pel·lícula de 1981)
Venom és una pel·lícula de terror-thriller britànica del 1981 dirigida per Piers Haggard, escrita per Robert Carrington i protagonitzada per Klaus Kinski, Oliver Reed, Nicol Williamson i Sarah Miles. Està basada en la novel·la homònima d'Alan Scholefield.

## Argument
El criminal internacional Jacques Müller i la seva xicota Louise Andrews planegen segrestar Philip Hopkins, el net d'Howard Anderson, un caçador jubilat i el ric propietari d'una cadena hotelera. Louise es fa de minyona encoberta que treballa per a la mare de Philip, Ruth, i sedueix el seu xofer Dave Averconnelly, convencent-lo perquè l'ajudi en el segrest. El dia del segrest, Müller enganya Howard i Ruth perquè marxin de casa mentre Louise i Dave segresten el nen. En Philip marxa breument per recuperar una serp de companyia, que s'intercanvia accidentalment per una mamba negra destinada a la toxicòleg Dra. Marion Stowe. Howard torna a casa d'hora, i la mamba negra s'allibera i mossega a Louise a la cara repetidament abans de fugir al sistema de ventilació.
Müller i Dave prenen com a ostatges a Howard i Philip, mentre que Louise mor pel verí de la mamba negra. La doctora Stowe es posa en contacte amb la policia, després d'haver descobert la confusió, i un agent de policia és enviat a la residència de Hopkins. En Dave mata l'oficial amb un dels rifles d'en Howard, però l'oficial aconsegueix demanar suport abans de morir. Arriben més policies, liderats pel comandant William Bulloch, i després de conèixer els ostatges, Bulloch ha tancat el carrer i intenta negociar amb Müller, però es nega a cedir a les demandes de Müller de transport i un milió en diferents monedes. La doctdora Stowe arriba amb un cas d'antiverí i informa a Bulloch de la mamba negra. Bulloch i la Dra. Stowe adverteix tant als segrestadors com als ostatges de la serp, i Müller menteix que Louise encara és viva i ordena al Dr. Stowe venir a la porta principal amb l'antiverí per tractar-la. Stowe compleix i és presa com a ostatge.
Bulloch descobreix una entrada secreta a través del celler, i ell i dos agents més intenten entrar. La Dra. Stowe suggereix apagar la font de calefacció central, ja que això posaria la mamba negra en coma. En Dave i en Howard pugen al celler al mateix temps que entren Bulloch i els oficials. Bulloch dispara i fereix en Dave, i la mamba negra ataca, obligant a Bulloch i als oficials a fugir mentre Howard fuig del celler i torna al primer pis. Dave no pot escapar i és assassinat per la mamba negra.
Müller li dona a Bulloch un dit tallat, que afirma falsament que pertany a la Dra. Stowe. Incapaç d'entrar al celler amb la mamba negra a dins, Bulloch cedeix a les demandes de Müller i li porta el seu cotxe d'escapada, que prèviament li havien confiscat. Bulloch demana veure els ostatges i Müller obliga a la Dra. Stowe a un balcó, obligant-la a dir-li a Bulloch que Howard i Philip que estan bé. Philip i Howard s'adonen de la mamba negra i li permeten atacar en Müller, que ensopega al balcó mentre lluita amb la serp. Howard empenta la Dra. Stowe fora de la línia de foc, i els franctiradors de la policia procedeixen a disparar a Müller i a la serp diverses vegades, i Müller i la mamba negra cauen pel balcó. Els ostatges són rescatats i Ruth abraça Philip. El pla final de la pel·lícula revela que la mamba negra havia posat un ou a les reixetes, que eclosiona i es llisca.

## Repartiment
- Klaus Kinski com a Jacques Müller (Jacmel)
- Sterling Hayden com a Howard Anderson
- Sarah Miles com a Dr. Mariona Stowe
- Nicol Williamson com a Cmdr. Guillem Bulloch
- Cornelia Sharpe com a Ruth Hopkins
- Susan George com a Louise Andrews
- Lance Holcomb com a Philip Hopkins
- Oliver Reed com a Dave Averconnelly
- Mike Gwilym com a Det. Constable Dan Spencer
- Paul Williamson com a Det. Sgt. Glaser
- Michael Gough com a David Ball
- Hugh Lloyd com a taxista
- Rita Webb com a Sra. Loewenthal
- Edward Hardwicke com a Lord Dunning
- John Forbes-Robertson com el sergent. Nash

## Producció
Tobe Hooper originalment estava vinculat a dirigir, però va abandonar a causa de "diferències creatives", i Piers Haggard el va substituir.
Kinski va optar per fer aquesta pel·lícula en comptes d'A la recerca de l'arca perduda perquè el sou era més alt. A la seva autobiografia, Kinski Uncut, també va afirmar que el guió de la pel·lícula de Spielberg era "estúpidament merdosa".
Haggard va recordar més tard:
| « | Me'n vaig fer càrrec amb molt poc temps. Tobe Hooper l'havia dirigit i s'havien aturat per qualsevol motiu. No havia estat treballant. Vaig veure algunes de les seves coses i no es veia especialment bé, i també va tenir algun tipus d'atac nerviós o alguna cosa així. Així que de totes maneres van deixar de rodar i me'l van oferir. Malauradament tenia compromisos, tenia alguns anuncis per rodar. Però de totes maneres em vaig fer càrrec amb tot just deu dies de preparació, cosa que es nota. No es converteix en la meva pel·lícula, és una mica entremig... [Oliver Reed era] al principi, perquè sempre et posava a prova tot el temps. Difícil però no tan difícil com Klaus Kinski. Perquè Oliver realment tenia sentit de l'humor. Jo més aviat li queia bé; podria ser complicat, però realment era molt càlid. Només actuava i era bastant mascle, etc. Klaus Kinski estava molt fred. El principal problema de la pel·lícula va ser que els dos no tenien bona relació i es barallaven com gats. Kinski, és clar, és un actor de cinema fabulós i és bo en el paper, el paper li va molt bé. Tots dos estaven ben repartits, però va ser una pel·lícula molt infeliç. Crec que el problema era en Klaus, però aleshores l'Oliver es va passar la meitat de la pel·lícula intentant fastidiar-lo, fent-li la traveta fins al final. Hi va haver crits perquè l'Oliver no el deixava de banda. Res d'això és sobre art. Totes les coses en què estàs intentant concentrar-te tendeixen a relliscar. Així que no va ser un període feliç. | » |

## Estrena
La pel·lícula es va estrenar als cinemes als Estats Units per Paramount Pictures el 29 de gener de 1982. Va recaptar 5.229.643 dòlars a taquilla.
La pel·lícula es va estrenar en edició especial DVD per Blue Underground el 29 de juliol de 2003. Conté comentaris d'àudio de Haggard.

## Recepció crítica
A Rotten Tomatoes la pel·lícula té una puntuació d'aprovació del 43% basada en 7 crítiques amb una puntuació mitjana de 4,8/10. Vincent Canby de The New York Times va escriure: "Si Venom no resulta ser la pel·lícula més ximple del 1982, és una bona aposta que aterrarà amb un crit d'aquesta distinció."